# Capital Tier 2
El capital Tier 2, en anglès: Tier 2 capital, o capital suplementari, inclou un gran nombre de constituents importants legals del capital base d'un banc. Aquestes formes de capital bancari van ser estandarditzades en l'Acord de Basilea I i van romandre sense tocar en l'Acord de Basilea II. Els reguladors nacionals de molts països del món han implementat aquests estàndards en la seva legislació local. En el càlcul del requeriment de capital, el Tier 2 es limita al 100% del Tier 1 capital.